# Иванов, Василий Николаевич (историк)
Васи́лий Николаевич Ивано́в (1 мая 1935, I Жарханский наслег, Нюрбинский улус, Якутская АССР — 19 июня 2021, Якутск, Россия) — советский и российский историк, один из ведущих специалистов по изучению истории Северо-Востока России, профессор, доктор исторических наук, заслуженный деятель науки РФ.

## Биография
Родился 1 мая 1935 года в I Жарханском наслеге Нюрбинского улуса Якутской АССР.
Окончил Нюрбинскую среднюю школу (1952), Московский государственный историко-архивный институт (1957). Работал в архивных учреждениях республики. Учился в аспирантуре Якутского государственного университета (1961—1964). В эти же годы началась преподавательская деятельность: старший преподаватель, доцент кафедры истории СССР.
Защитил кандидатскую диссертацию «Социально-экономические отношения у якутов XVII века» (1966). Работал в Институте языка, литературы и истории ЯФ СО АН СССР (с 1994 — Институт гуманитарных исследований АН РС(Я)) старшим научным сотрудником (с 1969), директором института (1984—2008). Защитил докторскую диссертацию на тему «Историческая мысль в России XVII — сер. XIX вв. о народах северо-востока Азии» (1993).
Является одним из основателей Академии наук РС(Я), её действительный член (с 1993), вице-президент (1994—2001), советник (с 2008); председатель объединённого ученого совета по гуманитарным наукам. Один из основателей Академии Духовности РС(Я), её действительный член (с 1996). Действительный член Российской академии естественных наук. Директор Научно-исследовательского института Олонхо Северо-Восточного федерального университета им. М. К. Аммосова (с 2010).
Жена - Иванова Людмила Тимофеевна (род. в 1935 г.), кандидат исторических наук.
Дочь - Степанова (Иванова) Сахайя Васильевна (род. в 1960 г.), кандидат исторических наук.

### Научная деятельность
Один из ведущих специалистов страны по изучению истории северо-востока России. Его научные интересы тематически охватывают широкий круг проблем со времён вхождения этого сибирского региона в состав Российского государства по настоящее время. В его работах освещены важнейшие вопросы истории открытия и освоения края, народов и их историко-культурных взаимоотношений, научного изучения региона, обогатившего мировую науку уникальной этнографической информацией. В исследовательском активе — около 300 работ, в том числе 13 монографий и книг; научный редактор около 100 изданий.
Автор таких фундаментальных работ, как «Русские ученые о народах северо-востока Азии», «Народы Сибири в трудах Ф. Я. Кона», «Историческая мысль в России XVII- сер. XIX вв. о народах северо-востока Азии», «Вхождение северо-востока Азии в состав Русского государства», «Якутия в составе Русского государства (XVII в.)», «Северо-Восток Азии в контексте российской истории» и др. Под его научным руководством и авторским участием изданы такие обобщающие труды, как «Якутия. Историко-культурный атлас», «Якуты: легендарные и исторические личности», «Россия и Якутия: сквозь призму истории», удостоенные премий Всероссийских конкурсов.
В последнее время являлся директором Научно-исследовательского института Олонхо Северо-Восточного федерального университета им. М. К. Аммосова, коллектив которого внёс крупный вклад в сохранение, изучение и распространение памятников якутского героического эпоса олонхо. Ещё в 2005 г. под его руководством завершена работа, увенчавшаяся присвоением олонхо статуса «Шедевра Устного и нематериального Наследия Человечества». Институтом издано 8 текстов неизвестных ранее олонхо; осуществляется перевод олонхо на языки народов мира. Выдающимся достижением стал перевод олонхо «Нюргун Боотур Стремительный» П. А. Ойунского на английский язык. Институт провёл Международные научные конференции (2013, 2015, 2017), на которых подтверждается, что олонхо — один из великих эпосов мира. Достижения института получили высокое признание: институт занесён в Книгу Почета Северо-Восточного федерального университета им. М. К. Аммосова, удостоился Диплома лауреата и золотой медали «100 лучших НИИ России», а директор — золотого нагрудного знака «Учёный года — 2015».
В. Н. Иванов активно участвовал в подготовке высококвалифицированных кадров. Свыше 40 лет он преподавал в Якутском государственном университете. Имеет научную школу: среди его учеников 5 докторов и 17 кандидатов наук. Был председателем регионального докторского диссертационного совета при ИГИ СО РАН и АН РС(Я) (1989—2005); заместителем председателя диссертационного совета при Северо-Восточном федеральном университете им. М. К. Аммосова по специальности «Отечественная история».
Одна из главных заслуг — многолетняя деятельность по защите представителей культурного наследия народов Якутии, незаконно репрессированных политической системой. Достижения его признаны в российском и международном сообществе. Они отмечены многими наградами, в том числе Орденом Дружбы. По своей научной подготовке, научным достижениям и масштабу научно-организаторской и общественно-политической деятельности, профессор В. Н. Иванов является одним из видных представителей отечественной исторической науки на северо-востоке РФ.

### Общественная деятельность
Вёл разнообразную общественную работу. Пропагандист научных знаний. Был постоянно задействован в составе республиканских правительственных комиссий по организации и проведению мероприятий научного, национально-культурного, общественно-политического значения. Депутат Верховного Совета Якутской АССР XII созыва. Руководитель нескольких общественных организаций. Участник международных всесоюзных и всероссийских научных мероприятий. В 2011—2014 — председатель Общественной палаты РС(Я) и т. д.

### Смерть
Скончался в Якутске 19 июня 2021 года на 87-м году жизни.

## Награды и звания
- Заслуженный деятель науки ЯАССР (1985)
- Заслуженный деятель науки РФ (1992)
- Заслуженный ветеран СО РАН
- Орден Дружбы
- Нагрудной знак «Ученый года — 2015»
- Лауреат государственной премии РС(Я) им. А. Е. Кулаковского
- Лауреат государственной премии РС(Я) им. П. А. Ойунского
- Почётный гражданин Жарханского наслега Нюрбинского улуса
- Почётный гражданин Намского улуса